# Пйонткув
Пйонткув (пол. Piątków) — село в Польщі, у гміні Полічна Зволенського повіту Мазовецького воєводства.
Населення — 157 осіб (2011).
У 1975-1998 роках село належало до Радомського воєводства.

## Демографія
Демографічна структура станом на 31 березня 2011 року:
|          | Загалом | Допрацездатний вік | Працездатний вік | Постпрацездатний вік |
| -------- | ------- | ------------------ | ---------------- | -------------------- |
| Чоловіки | 83      | 20                 | 54               | 9                    |
| Жінки    | 74      | 12                 | 43               | 19                   |
| Разом    | 157     | 32                 | 97               | 28                   |